# Kai von Westerman
Kai von Westerman, auch Kai von Westermann, (* 1960 in Tübingen) ist ein deutscher Kameramann, Filmregisseur und Drehbuchautor.

## Leben
Westerman ist Sohn des Bundeswehrgenerals Fritz von Westerman. 1980 machte er sein Abitur in Rheinbach bei Bonn. Im Anschluss leistete er bis 1982 Wehrdienst. 1983 begann er eine Ausbildung zum Kameraassistent. Seit 1988 arbeitete er als freiberuflicher Kameramann. Seit 1993 arbeitete er für die Die Sendung mit der Maus. Im Rahmen der Sommerreisen von Armin Maiwald war er als Kameramann auch vor der Kamera zu sehen. 2002 erhielt er bei den Grenzland-Filmtagen in Selb eine Auszeichnung als Bester Dokumentarfilm für Wie Erich seine Arbeit verlor. 2021 veröffentlichte er sein Buch Herr Maiwald, der Armin und wir.

## Filmographie (Auswahl)
- 1985: Die Hexe von Rheinbach (Regie, Drehbuch, Kamera)
- 1990: Fiona & der Film (Regie, Drehbuch, Kamera)
- 1992: Theaterspiel (Kamera)
- 1994: Der letzte Kameramann (Regie, Drehbuch, Kamera)
- 1996: Compagnie’ 82: Boris Vian (Kamera)
- 1997: Mikesch (Regie, Drehbuch, Kamera)
- 1990/1998: Bildmeister (Regie, Drehbuch, Kamera)
- 1989/1999: Wie Erich seine Arbeit verlor (Regie, Drehbuch, Kamera)
- 2001: Lehrfilm über die Rekonstruktion von Stasiakten (Kamera)
- 2002: Maßnahmen des Bundesverwaltungsamtes zum Schutz von Kulturgut (Kamera)
- 2003: Maßnahmen zur Rettung der schlesischen Heimat (Kamera)
- 2004: Für Mischa in Russland (Kamera)
- 2005: Das hörende Haus (Regie, Drehbuch, Kamera)
- 2005: Keine große Geschichte (Regie, Drehbuch, Kamera)
- 2008: Der Pole, der auch Deutscher war (Regie, Drehbuch, Kamera)
- 2011: Ein kurzer Blick in den Garten Eden (Regie, Drehbuch, Kamera)
- 2012: Waldkinder – Nachruf auf einen Kindergarten (Regie, Drehbuch, Kamera)
- 2013: Zaduszki (Regie, Drehbuch, Kamera)
- 2018/2019: Vierundvierzig Jahre Knast (Regie, Drehbuch, Kamera, Produzent)

## Bücher (Auswahl)
- Herr Maiwald, der Armin und wir – In der Werkstatt der Sachgeschichten; Mit einem Vorwort von Armin Maiwald. Schüren Verlag, Marburg 2021, ISBN 978-3-7410-0399-8
- Letzte Bilder von der Mauer – Reportage 1989, Zeitgut Verlag Berlin 2009, ISBN 978-3-86614-170-4